# Suguru Asanuma
Suguru Asanuma (浅沼 優瑠 Asanuma Suguru?, nacido el 12 de abril de 1992 en Hokkaido) es un futbolista japonés que se desempeña como guardameta.

## Trayectoria

### Clubes
| Club          | País  | Año    |
| ------------- | ----- | ------ |
| YSCC Yokohama | Japón | 2015 - |

## Estadística de carrera

### J. League
| Club          | Año   | J. League | J. League | Copa J. League | Copa J. League | Total | Total |
| Club          | Año   | Part.     | Goles     | Part.          | Goles          | Part. | Goles |
| ------------- | ----- | --------- | --------- | -------------- | -------------- | ----- | ----- |
| YSCC Yokohama | 2015  | 0         | 0         | -              | -              | 0     | 0     |
| YSCC Yokohama | 2016  | 6         | 0         | -              | -              | 6     | 0     |
| YSCC Yokohama | 2017  | 23        | 0         | -              | -              | 23    | 0     |
| Total         | Total | 29        | 0         | 0              | 0              | 29    | 0     |